# Masashi Hamauzu
Masashi Hamauzu (浜渦正志?; Monaco di Baviera, 20 settembre 1971) è un compositore giapponese noto per le sue colonne sonore per i videogiochi sviluppati da Square Enix.
Hamauzu ha iniziato a comporre per la compagnia creando qualche traccia (assieme ad altri compositori) per Front Mission: Gun Hazard (1996) e Tobal No. 1 (1996). Più tardi, le collaborazioni includono Final Fantasy X (2001) (con Nobuo Uematsu e Junya Nakano) e Musashi: Samurai Legend (2005) (con Junya Nakano, e Takayuki Iwai & Yuki Iwai degli Wavelink Zeal).
I suoi lavori da solista includono Chocobo no Fushigina Dungeon (1997), SaGa Frontier 2 (1999), Unlimited SaGa (2002), e Dirge of Cerberus: Final Fantasy VII (2006). E in un annuncio a sorpresa dell'E3 del 2006 è stato rivelato che Hamauzu sarebbe tornato alla serie di Final Fantasy, componendo per Final Fantasy XIII (Nobuo Uematsu realizzerà il tema d'apertura).
Hamauzu ha inoltre prodotto degli album arrangiati per alcuni dei suoi lavori, tra i quali Chocobo's Mysterious Dungeon ~Coi Vanni Gialli~ e Piano Pieces "SF2" Rhapsody on a Theme of SaGa Frontier 2. Ha anche preparato degli arrangiamenti con pianoforte per Final Fantasy X Piano Collections e Sailing to the World Piano Score di Yasunori Mitsuda.
I lavori di Hamauzu ricordano spesso le composizioni di Chopin, Ravel, e Debussy, assomigliando alla classica ed alla musica ambient. La sua musica incorpora frequentemente dissonanze deliberate che forniscono un effetto artistico e un'impostazione umoristica. Dopo essersi modellata ed aver fissato un'armonia, l'eleganza unica della dissonanza diventa apparente; all'ascoltatore la percezione della dissonanza ora si evolve in una percezione di consonanza integrante della musica.
Eppure, Hamauzu compone musica in molti stili diversi, spesso utilizzando più stili all'interno dei vari pezzi di una colonna sonora. Ciò può essere facilmente riconosciuto nella colonna sonora di UNLIMITED SaGa. Qui, Hamauzu rompe le barriere tra generi musicali mescolando marce classiche, tango, ambient elettronica, assoli strumentali e jazz.
Da SaGa Frontier 2 in poi, Hamauzu ha lavorato prevalentemente assieme a Ryo Yamazaki.

## Lavori
| Videogiochi  | Videogiochi                                                 | Videogiochi                                 | Videogiochi                                     |
| Anno         | Titolo                                                      | Ruolo                                       | Co-compositore                                  |
| ------------ | ----------------------------------------------------------- | ------------------------------------------- | ----------------------------------------------- |
| 1996         | Front Mission: Gun Hazard                                   | Composizione/arrangiamento                  | Nobuo Uematsu, Yasunori Mitsuda, Junya Nakano   |
| 1996         | Tobal No. 1                                                 | Composizione                                | artisti vari                                    |
| 1997         | Chocobo no Fushigina Dungeon                                | Composizione/arrangiamento                  |                                                 |
| 1999         | SaGa Frontier 2                                             | Composizione/arrangiamento                  |                                                 |
| 2001         | Final Fantasy X                                             | Composizione/arrangiamento                  | Nobuo Uematsu, Junya Nakano                     |
| 2002         | Unlimited Saga                                              | Composizione/arrangiamento                  |                                                 |
| 2005         | Musashi: Samurai Legend                                     | Composizione/arrangiamento                  | Junya Nakano, Takayuki Iwai, Yuki Iwai          |
| 2006         | Dirge of Cerberus: Final Fantasy VII                        | Composizione/arrangiamento                  | Ryo Yamazaki                                    |
| 2008         | Oolong Tea Story ~Searching for Delicious Tea~              | Composizione/arrangiamento                  |                                                 |
| 2008         | Sigma Harmonics                                             | Composizione/arrangiamento                  |                                                 |
| 2009         | Final Fantasy XIII                                          | Composizione/arrangiamento                  |                                                 |
| 2011         | Music GunGun! 2                                             | Composizione/arrangiamento                  | artisti vari                                    |
| 2011         | Final Fantasy IV: The Complete Collection                   | Arrangiamento                               | Junya Nakano, Kenichiro Fukui                   |
| 2011         | Half-Minute Hero: The Second Coming                         | Composizione/arrangiamento                  | artisti vari                                    |
| 2011         | Final Fantasy XIII-2                                        | Composizione/arrangiamento                  | Naoshi Mizuta, Mitsuto Suzuki, Yoshitaka Suzuki |
| 2013         | Lightning Returns: Final Fantasy XIII                       | Composizione/arrangiamento                  | Naoshi Mizuta, Mitsuto Suzuki                   |
| 2013         | Final Fantasy X/X-2 HD Remaster                             | Arrangiamento                               | Junya Nakano, Tsutomu Narita, Ryo Yamazaki      |
| 2014         | Super Smash Bros. for Nintendo 3DS and Wii U                | Arrangiamento                               | artisti vari                                    |
| 2014         | Groove Coaster                                              | Composizione/arrangiamento                  | artisti vari                                    |
| 2015         | The Legend of Legacy                                        | Composizione/arrangiamento                  |                                                 |
| 2015         | Chunithm: Seelisch Tact                                     | Composizione/arrangiamento ("The ether")    |                                                 |
| 2016         | World of Final Fantasy                                      | Composizione/arrangiamento                  | Shingo Kataoka, Hayata Takeda                   |
| 2017         | The Alliance Alive                                          | Composizione/arrangiamento                  | Ayane Hamauzu                                   |
| 2020         | Final Fantasy VII Remake                                    | Composizione                                | Nobuo Uematsu, Mitsuto Suzuki                   |
| Altri lavori |                                                             |                                             |                                                 |
| Anno         | Titolo                                                      | Ruolo                                       | Co-compositore                                  |
| 1998         | Chocobo no Fushigina Dungeon Coi Vanni Gialli               | Arrangiamento                               |                                                 |
| 1999         | Piano Pieces "SF2" Rhapsody on a Theme of SaGa Frontier 2   | Arrangiamento                               |                                                 |
| 2001         | feel/Go dream: Yuna & Tidus                                 | Arrangiamento                               | Tsuyoshi Sekito, Masayoshi Kikuchi              |
| 2002         | Piano Collections Final Fantasy X                           | Arrangiamento                               |                                                 |
| 2002         | 20020220 Music from Final Fantasy                           | Arrangiamento                               | Shirō Hamaguchi                                 |
| 2006         | Sailing to the World Piano Score                            | Arrangiamento                               |                                                 |
| 2007         | Vielen Dank - Masashi Hamauzu                               | Composizione/arrangiamento                  |                                                 |
| 2009         | SQUARE ENIX MUSIC Presents Music for Art                    | Composizione/arrangiamento                  | artisti vari                                    |
| 2010         | W/F:Music from FINAL FANTASY XIII                           | Composizione/arrangiamento                  |                                                 |
| 2010         | Final Fantasy XIII -PLUS-                                   | Composizione/arrangiamento                  |                                                 |
| 2010         | W/F:Music from FINAL FANTASY XIII -Gentle Reveries-         | Composizione/arrangiamento                  |                                                 |
| 2010         | Piano Collections Final Fantasy XIII                        | Composizione/arrangiamento                  |                                                 |
| 2010         | Symphonic Legends                                           | Arrangiamento                               | artisti vari                                    |
| 2011         | Akumajo Dracula Tribute Vol.2                               | Arrangiamento                               | artisti vari                                    |
| 2011         | Distant Worlds: music from FINAL FANTASY Returning Home     | Arrangiamento                               | artisti vari                                    |
| 2011         | LEGENDS                                                     | Arrangiamento                               | artisti vari                                    |
| 2011         | Imeruat                                                     | Composizione/arrangiamento                  |                                                 |
| 2011         | Symphonic Odysseys TRIBUTE TO NOBUO UEMATSU                 | Arrangiamento                               | Jonne Valtonen, Roger Wanamo, Jani Laaksonen    |
| 2012         | Black Ocean / IMERUAT                                       | Composizione/arrangiamento                  | Toru Tabei, Mitsuto Suzuki                      |
| 2012         | Exotica                                                     | Composizione/arrangiamento                  | artisti vari                                    |
| 2012         | Sekaiju no MeiQ⁴ *denshou no kyoshin* Super Arrange Version | Arrangiamento                               | artisti vari                                    |
| 2012         | Binbō-gami ga!                                              | Composizione/arrangiamento                  |                                                 |
| 2012         | Sony "α" CLOCK                                              | Composizione/arrangiamento                  |                                                 |
| 2012         | Flute, Violin & Piano Trio                                  | Composizione/arrangiamento                  |                                                 |
| 2012         | Flute & Violin Duo "1957"                                   | Composizione/arrangiamento                  |                                                 |
| 2013         | Mobage "The Knights of Avalon"                              | Composizione/arrangiamento                  |                                                 |
| 2013         | DVD IMERUAT                                                 | Composizione/arrangiamento                  | Toru Tabei, Mitsuto Suzuki                      |
| 2013         | Final Symphony                                              | Composizione/arrangiamento                  | Jonne Valtonen, Roger Wanamo                    |
| 2013         | Masashi Hamauzu Piano Works δ・ε・ T_COMP1                  | Composizione/arrangiamento                  | Benyamin Nuss (Piano)                           |
| 2013         | X'mas Collections II music from SQUARE ENIX                 | Arrangiamento                               | artisti vari                                    |
| 2014         | Propelled Life / IMERUAT                                    | Composizione/arrangiamento                  |                                                 |
| 2014         | Paulette's Chair Original Soundtrack & Piano Arrangements   | Composizione/arrangiamento                  |                                                 |
| 2014         | MASASHI HAMAUZU Opus 4 Piano and Chamber Music Works        | Composizione/arrangiamento                  | Benyamin Nuss (Piano), Ayane Hamauzu            |
| 2014         | "Aikatsu!" 2nd Season Mini Album 2 Cute Look                | Composizione/arrangiamento ("Dancing☆Baby") | artisti vari                                    |
| 2015         | Pianoschlacht Live: Masashi Hamauzu Music Works             | Composizione/arrangiamento                  | Benyamin Nuss (Piano)                           |
| 2015         | Typhoon Noruda                                              | Composizione/arrangiamento                  |                                                 |
| 2015         | Final Symphony II                                           | Composizione/arrangiamento                  | Jonne Valtonen, Roger Wanamo                    |
| 2016         | Classicaloid                                                | Composizione/arrangiamento                  |                                                 |
| 2017         | Far Saa Far / IMERUAT                                       | Composizione/arrangiamento                  |                                                 |